# 日本テレビ盃
日本テレビ盃（にほんテレビはい）は千葉県競馬組合が船橋競馬場で施行する地方競馬の重賞競走（ダートグレード競走）である。日本グレード格付け管理委員会による日本国内の格付はJpnII、国際競馬統括機関連盟による国際的な格付はリステッドレース（LR）。Road to JBCに指定されているため、「Road to JBC 日本テレビ盃」とも表記される。略称は「日テレ盃」。距離は1800メートル。日本テレビ放送網株式会社が優勝杯を寄贈している。
副賞は、日本テレビ放送網株式会社賞、日本中央競馬会理事長賞、日本馬主協会連合会会長奨励賞、日本地方競馬馬主振興協会会長賞、地方競馬全国協会理事長賞、株式会社よみうりランド賞、開催執務委員長賞、NAR生産牧場賞、船橋競馬生産牧場賞（2024年）。

## 概要
日本テレビ放送網（NTV）が1953年に日本の民間放送局として初めて、地方競馬の中継を船橋競馬場から行ったことを記念して、翌1954年から「NTV盃」の名称で創設された。
創設当初から第25回まで長きにわたって8月に施行され、大井記念、報知オールスターカップから引き続き出走する古馬に加え、下半期での飛躍を目指す多くの上がり馬や3歳馬らが集まる競走であった。1979年からは開催時期を9月下旬〜10月初旬へと移動し、以後は一貫して東京大賞典などを目指す有力馬が始動する競走として定着している。
1995年から南関東G2となり、一旦1997年に南関東G3へと格下げされたものの、翌1998年にはダートグレード競走（統一GIII）として中央地方全国交流競走となり、南関東グレードも再度G2へと格上げされた。これとともに競走距離が創設以来の2000メートルから1800メートルに変更。1999年には現在の名称に変更された。
2002年以降はJBCクラシックのステップ戦（Road to JBC）として位置づけられ統一GII競走に格上げされ、優勝馬にはJBCクラシック（2006年のみJBCクラシックかJBCマイル）への優先出走権が与えられる。
中央・地方全国交流となってからの優勝馬にはアブクマポーロ、アグネスデジタル、マキバスナイパー、スターキングマン、ボンネビルレコード、フリオーソ、スマートファルコンといったダートグレード競走戦線の中核を担ったGI馬らが名を連ねている。
2023年の優勝馬ウシュバテソーロは、本競走をステップとして米国のブリーダーズカップ・クラシックにて好走したことで、国際的にはリステッドレースの扱いであるが、海外メディアからも注目を集める競走となった。

### 条件・賞金等（2024年）
出走資格
サラブレッド系3歳以上、地方選定馬・中央選定馬。
- 南関東所属馬は、フリオーソレジェンドカップの2着以上の馬と、スパーキングサマーカップの2着以上の馬、サンタアニタトロフィーの優勝馬に優先出走権がある。

負担重量
別定。3歳53kg、4歳以上56kg、牝馬2kg減（南半球産3歳馬2kg減）。
1. 前年9月25日から本年9月20日までの期間のGI・JpnI競走1着馬は2kg増、GII・JpnII競走1着馬は1kg増。
2. 前年9月24日より前のGI・JpnI競走1着馬は1kg増。（2歳時の成績は対象外）

※重複はした加重は行わない。
賞金額
1着4000万円、2着1400万円、3着800万円、4着400万円、5着200万円。
優先出走権付与
優勝馬にはJBCクラシックの優先出走権が、5着以内の南関東所属先着2頭馬に浦和記念の優先出走権が付与される。

### 過去の賞金額
中央競馬・地方競馬全国指定交流競走に指定された1998年以降
| 回数             | 総額賞金 （万円） | 1着賞金 （万円） | 2着賞金 （万円） | 3着賞金 （万円） | 4着賞金 （万円） | 5着賞金 （万円） |
| ---------------- | ----------------- | ---------------- | ---------------- | ---------------- | ---------------- | ---------------- |
| 第45回（1998年） | 6,800             | 4,000            | 1,400            | 800              | 400              | 200              |
| 第46回（1999年） | 6,800             | 4,000            | 1,400            | 800              | 400              | 200              |
| 第47回（2000年） | 6,800             | 4,000            | 1,400            | 800              | 400              | 200              |
| 第48回（2001年） | 6,800             | 4,000            | 1,400            | 800              | 400              | 200              |
| 第49回（2002年） | 6,800             | 4,000            | 1,400            | 800              | 400              | 200              |
| 第50回（2003年） | 6,800             | 4,000            | 1,400            | 800              | 400              | 200              |
| 第51回（2004年） | 6,800             | 4,000            | 1,400            | 800              | 400              | 200              |
| 第52回（2005年） | 6,800             | 4,000            | 1,400            | 800              | 400              | 200              |
| 第53回（2006年） | 6,800             | 4,000            | 1,400            | 800              | 400              | 200              |
| 第54回（2007年） | 2,040             | 1,200            | 420              | 240              | 120              | 60               |
| 第55回（2008年） | 6,800             | 4,000            | 1,400            | 800              | 400              | 200              |
| 第56回（2009年） | 6,800             | 4,000            | 1,400            | 800              | 400              | 200              |
| 第57回（2010年） | 6,800             | 4,000            | 1,400            | 800              | 400              | 200              |
| 第58回（2011年） | 6,800             | 4,000            | 1,400            | 800              | 400              | 200              |
| 第59回（2012年） | 5,440             | 3,200            | 1,120            | 640              | 320              | 160              |
| 第60回（2013年） | 5,440             | 3,200            | 1,120            | 640              | 320              | 160              |
| 第61回（2014年） | 5,440             | 3,200            | 1,120            | 640              | 320              | 160              |
| 第62回（2015年） | 5,440             | 3,200            | 1,120            | 640              | 320              | 160              |
| 第63回（2016年） | 5,440             | 3,200            | 1,120            | 640              | 320              | 160              |
| 第64回（2017年） | 5,440             | 3,200            | 1,120            | 640              | 320              | 160              |
| 第65回（2018年） | 5,440             | 3,200            | 1,120            | 640              | 320              | 160              |
| 第66回（2019年） | 5,440             | 3,200            | 1,120            | 640              | 320              | 160              |
| 第67回（2020年） | 5,440             | 3,200            | 1,120            | 640              | 320              | 160              |
| 第68回（2021年） | 5,440             | 3,200            | 1,120            | 640              | 320              | 160              |
| 第69回（2022年） | 5,950             | 3,500            | 1,225            | 700              | 350              | 175              |
| 第70回（2023年） | 6,800             | 4,000            | 1,400            | 800              | 400              | 200              |

## 歴史
- 1954年 - 南関東公営競馬所属馬限定重賞競走・NTV盃として創設。ダート2000mで施行。
- 1970年 - 同年8月1日に船橋競馬場内で起きた暴動の影響で遅れて施行された[11]。
- 1995年 - 南関東グレードG2に格付け。
- 1997年 - 南関東グレードG3に格下げ。
- 1998年
  - 中央競馬・地方競馬指定交流競走に指定。
  - ダート競走格付け委員会によりGIII（統一GIII）に格付け。南関東グレードを再びG2に格上げ。
  - 施行距離をダート1800mに変更。
- 1999年 - 名称を現在の日本テレビ盃に変更。
- 2002年
  - 統一GIIに格上げ。
  - Road to JBCに指定。
- 2007年 - この年のみ馬インフルエンザの影響により、南関東所属馬による重賞競走（SIII）として施行。それに伴い、優勝馬のJBCクラシック優先出走権も発生しない。
- 2008年
  - 国際セリ名簿基準委員会（ICSC）の勧告に伴う重賞の格付け表記の変更により、統一グレード表記をJpnIIに変更。なお、南関東グレードは併記しないことになった。
  - ボンネビルレコードがダート1800mの日本レコード・1:47.8で優勝。1987年5月18日にキクノダンサーが記録したコースレコード（1:48.8）を1秒上回り、かつ1997年11月15日にプレミアムサンダーが京都競馬場で記録した1:48.4をも0.6秒上回った。
- 2011年 - 前年の覇者・フリオーソが疾病（ごく軽度の右前屈腱炎）のため、競走除外となった。
- 2020年 - COVID-19の流行により「無観客競馬」として開催。
- 2021年 - COVID-19の流行および船橋競馬場の大規模改修工事により、前年に引き続き無観客競馬として開催。

### 歴代優勝馬
| 回数   | 年月日         | 距離  | 優勝馬             | 性齢 | 所属 | タイム   | 優勝騎手   | 管理調教師   | 馬主                               |
| ------ | -------------- | ----- | ------------------ | ---- | ---- | -------- | ---------- | ------------ | ---------------------------------- |
| 第1回  | 1954年08月04日 | 2000m | マイムーン         | 牝5  | 船橋 | 2:07 1/5 | 須田茂     | 関口三治     | 鈴木績                             |
| 第2回  | 1955年08月07日 | 2000m | キヨストロング     | 牡6  | 大井 | 2:07 1/5 | 土屋登     | 大山末治     | 杉山三見雄                         |
| 第3回  | 1956年08月08日 | 2000m | ホマレオー         | 牡5  | 大井 | 2:06 0/5 | 朝倉文四郎 | 栗田金吾     | 栗田ふさ                           |
| 第4回  | 1957年08月18日 | 2000m | ラツキーマミー     | 牝4  | 大井 | 2:06 3/5 | 須田茂     | 田中利衛     | 臼坂巌                             |
| 第5回  | 1958年08月17日 | 2000m | ダイニコトブキ     | 牡3  | 船橋 | 2:06 0/5 | 須田茂     | 出川己代造   | 出川日出                           |
| 第6回  | 1959年08月23日 | 2000m | オータジマ         | 牡4  | 大井 | 2:05 3/5 | 赤間清松   | 小暮嘉久     | 北沢元男                           |
| 第7回  | 1960年08月07日 | 2000m | フサリユウ         | 牡4  | 川崎 | 2:05.7   | 佐々木國廣 | 井上宥藏     | 井上徹郎                           |
| 第8回  | 1961年08月20日 | 2000m | トサボシ           | 牝4  | 船橋 | 2:06.0   | 佐々木竹見 | 関口三治     | 鈴木晴                             |
| 第9回  | 1962年07月27日 | 2000m | ハローモア         | 牡6  | 船橋 | 2:06.7   | 勝又泉     | 寺田時次郎   | 勝又泉吾                           |
| 第10回 | 1963年08月04日 | 2000m | チエストオー       | 牡3  | 川崎 | 2:07.3   | 佐々木竹見 | 武井歌治     | 六郎田雅喜                         |
| 第11回 | 1964年08月02日 | 2000m | ロイヤルナイト     | 牡4  | 川崎 | 2:05.8   | 宮下紀英   | 小笠原円之助 | 鈴木邦枝                           |
| 第12回 | 1965年07月28日 | 2000m | コノブキノニ       | 牡4  | 船橋 | 2:05.8   | 宮下紀英   | 出川己代造   | 出川日出                           |
| 第13回 | 1966年08月10日 | 2000m | コトブキノニ       | 牡5  | 船橋 | 2:04.4   | 海方昭三   | 出川己代造   | 出川日出                           |
| 第14回 | 1967年08月13日 | 2000m | ヒガシジヨオー     | 牝4  | 川崎 | 2:06.1   | 佐々木竹見 | 井上宥藏     | 坂本清五郎                         |
| 第15回 | 1968年08月14日 | 2000m | ツルハゴロモ       | 牡7  | 川崎 | 2:05.2   | 木村騎一   | 江口勇       | 鈴木利夫                           |
| 第16回 | 1969年08月06日 | 2000m | チヤイナーキャップ | 牡4  | 船橋 | 2:05.8   | 溝辺正     | 出川己代造   | 出川日出                           |
| 第17回 | 1970年11月11日 | 2000m | マルヤマオーカン   | 牡4  | 船橋 | 2:06.0   | 内野健二   | 森誉         | 堀宣章                             |
| 第18回 | 1971年08月11日 | 2000m | オーナーズタイフウ | 牡3  | 川崎 | 2:05.4   | 佐々木竹見 | 大沼五郎     | 米元幹男                           |
| 第19回 | 1972年08月06日 | 2000m | ミツルオー         | 牡5  | 川崎 | 2:06.0   | 竹島春三   | 井上宥蔵     | 田中博子                           |
| 第20回 | 1973年08月05日 | 2000m | メイジミドリ       | 牡4  | 船橋 | 2:06.2   | 溝辺正     | 出川己代造   | 大下金蔵                           |
| 第21回 | 1974年08月04日 | 2000m | アスキツト         | 牡4  | 船橋 | 2:05.9   | 佐々木竹見 | 凾館政一     | 中江隆一                           |
| 第22回 | 1975年08月03日 | 2000m | トドロキムサシ     | 牡4  | 大井 | 2:06.0   | 岡部盛雄   | 岡部猛       | 町田圭三                           |
| 第23回 | 1976年08月20日 | 2000m | フアインポート     | 牡3  | 川崎 | R2:04.0  | 竹島春三   | 井上宥蔵     | 佐野行男                           |
| 第24回 | 1977年08月03日 | 2000m | ダイハードコトブキ | 牡4  | 船橋 | 2:10.6   | 石崎隆之   | 出川己代造   | 吉橋計                             |
| 第25回 | 1978年08月13日 | 2000m | エドノボル         | 牡4  | 船橋 | 2:06.0   | 川島正行   | 石川忠良     | 越塚義昌                           |
| 第26回 | 1979年10月03日 | 2000m | ゴールドラーク     | 牡5  | 大井 | 2:04.4   | 岡部盛雄   | 太田進       | 鈴木一司                           |
| 第27回 | 1980年09月24日 | 2000m | ゴールドスペンサー | 牡4  | 浦和 | 2:06.4   | 本間光雄   | 中村秀夫     | （有）サニー商事                   |
| 第28回 | 1981年09月23日 | 2000m | スターライヒ       | 牝4  | 船橋 | 2:04.6   | 秋田実     | 宮下雅身     | 高橋光子                           |
| 第29回 | 1982年09月15日 | 2000m | ヒリユウシンザン   | 牡4  | 川崎 | R2:02.9  | 橘正樹     | 長谷川蓮太郎 | 山田富寿夫                         |
| 第30回 | 1983年09月21日 | 2000m | タガワリユウオー   | 牡5  | 大井 | 2:06.8   | 高橋三郎   | 大山二三夫   | 山田金作                           |
| 第31回 | 1984年09月26日 | 2000m | トムカウント       | 牡5  | 船橋 | 2:06.6   | 石崎隆之   | 江川秀三     | （有）藤田牧場                     |
| 第32回 | 1985年09月25日 | 2000m | ブランドオスカー   | 牡4  | 川崎 | 2:05.3   | 山崎尋美   | 岩本亀五郎   | 井上博                             |
| 第33回 | 1986年10月08日 | 2000m | フジミパワー       | 牡5  | 大井 | 2:04.0   | 早田秀治   | 栗田繁       | 大森策郎                           |
| 第34回 | 1987年09月30日 | 2000m | シナノジヨージ     | 牡4  | 大井 | 2:05.2   | 高橋三郎   | 松浦備       | 品田良實                           |
| 第35回 | 1988年10月20日 | 2000m | ハツピーシヤトー   | 牡4  | 大井 | 2:07.8   | 高橋三郎   | 大塚三郎     | 松村英治                           |
| 第36回 | 1989年10月10日 | 2000m | ホウニンメゴヒメ   | 牝4  | 船橋 | 2:05.9   | 田部和廣   | 濱月睦生     | 中村正子                           |
| 第37回 | 1990年10月03日 | 2000m | イイオカスワロー   | 牝4  | 浦和 | 2:09.3   | 秋田実     | 中澤文男     | 瀬川良成                           |
| 第38回 | 1991年10月10日 | 2000m | ヒカリリトル       | 牡4  | 船橋 | 2:08.4   | 佐藤祐樹   | 川勝貫次     | 丹羽光夫                           |
| 第39回 | 1992年10月29日 | 2000m | キングイーグル     | 牡4  | 大井 | 2:08.2   | 桑島孝春   | 柏木一夫     | 青木啓二朗                         |
| 第40回 | 1993年11月23日 | 2000m | ハナセール         | 牡5  | 大井 | 2:06.9   | 高橋三郎   | 物井榮       | （有）兼正商事                     |
| 第41回 | 1994年10月05日 | 2000m | アレアズマ         | 牡5  | 船橋 | 2:10.4   | 桑島孝春   | 小檜山悦雄   | （株）東牧場                       |
| 第42回 | 1995年10月04日 | 2000m | ケーエフネプチュン | 牝4  | 船橋 | 2:08.1   | 矢内博     | 凾館政一     | 藤谷正美                           |
| 第43回 | 1996年09月18日 | 2000m | アマゾンオペラ     | 牡5  | 船橋 | 2:08.7   | 石崎隆之   | 出川己代造   | 柳澤瀀                             |
| 第44回 | 1997年09月24日 | 2000m | シービーダイコク   | 牡7  | 船橋 | 2:07.6   | 佐藤祐樹   | 波多野高次   | 高橋秀夫                           |
| 第45回 | 1998年09月16日 | 1800m | アブクマポーロ     | 牡6  | 船橋 | 1:50.9   | 石崎隆之   | 出川克己     | 鑓水秋則                           |
| 第46回 | 1999年09月15日 | 1800m | スノーエンデバー   | 牡5  | JRA  | 1:51.6   | 武豊       | 森秀行       | 藤本龍也                           |
| 第47回 | 2000年09月20日 | 1800m | サプライズパワー   | 牡6  | 船橋 | 1:52.5   | 石崎隆之   | 川島正行     | 大迫忍                             |
| 第48回 | 2001年09月19日 | 1800m | アグネスデジタル   | 牡4  | JRA  | 1:51.2   | 四位洋文   | 白井寿昭     | 渡辺孝男                           |
| 第49回 | 2002年09月18日 | 1800m | マキバスナイパー   | 牡7  | 船橋 | 1:49.6   | 左海誠二   | 岡林光浩     | 新田知也                           |
| 第50回 | 2003年09月15日 | 1800m | スターキングマン   | 牡4  | JRA  | 1:51.4   | 武豊       | 森秀行       | （有）ゴールドレーシング           |
| 第51回 | 2004年09月23日 | 1800m | ナイキアディライト | 牡4  | 船橋 | 1:49.7   | 石崎隆之   | 出川龍一     | 小野スミ                           |
| 第52回 | 2005年09月23日 | 1800m | サカラート         | 牡5  | JRA  | 1:51.8   | 秋山真一郎 | 石坂正       | （有）サンデーレーシング           |
| 第53回 | 2006年09月20日 | 1800m | シーキングザダイヤ | 牡5  | JRA  | 1:51.6   | 武豊       | 森秀行       | 青山洋一                           |
| 第54回 | 2007年09月24日 | 1800m | ナイキアディライト | 牡7  | 船橋 | 1:53.0   | 内田博幸   | 川島正行     | 小野スミ                           |
| 第55回 | 2008年09月23日 | 1800m | ボンネビルレコード | 牡6  | JRA  | R1:47.8  | 的場文男   | 堀井雅広     | 塩田清                             |
| 第56回 | 2009年09月23日 | 1800m | マコトスパルビエロ | 牡5  | JRA  | 1:50.9   | 安藤勝己   | 鮫島一歩     | 眞壁明                             |
| 第57回 | 2010年09月23日 | 1800m | フリオーソ         | 牡6  | 船橋 | 1:48.8   | 戸崎圭太   | 川島正行     | ダーレー・ジャパン・ファーム（有） |
| 第58回 | 2011年09月23日 | 1800m | スマートファルコン | 牡6  | JRA  | 1:50.6   | 武豊       | 小崎憲       | 大川徹                             |
| 第59回 | 2012年09月26日 | 1800m | ソリタリーキング   | 牡5  | JRA  | 1:51.4   | 内田博幸   | 石坂正       | （有）サンデーレーシング           |
| 第60回 | 2013年09月23日 | 1800m | ワンダーアキュート | 牡7  | JRA  | 1:50.3   | 武豊       | 佐藤正雄     | 山本信行                           |
| 第61回 | 2014年09月23日 | 1800m | クリソライト       | 牡4  | JRA  | 1:50.1   | 戸崎圭太   | 音無秀孝     | （有）キャロットファーム           |
| 第62回 | 2015年10月07日 | 1800m | サウンドトゥルー   | セ5  | JRA  | 1:50.2   | 大野拓弥   | 高木登       | 山田弘                             |
| 第63回 | 2016年09月28日 | 1800m | アウォーディー     | 牡6  | JRA  | 1:52.0   | 武豊       | 松永幹夫     | 前田幸治                           |
| 第64回 | 2017年09月27日 | 1800m | アポロケンタッキー | 牡5  | JRA  | 1:52.9   | 内田博幸   | 山内研二     | アポロサラブレッドクラブ           |
| 第65回 | 2018年10月03日 | 1800m | ケイティブレイブ   | 牡5  | JRA  | 1:52.5   | 福永祐一   | 杉山晴紀     | 瀧本和義                           |
| 第66回 | 2019年09月23日 | 1800m | クリソベリル       | 牡3  | JRA  | 1:52.1   | 川田将雅   | 音無秀孝     | （有）キャロットファーム           |
| 第67回 | 2020年09月30日 | 1800m | ロードブレス       | 牡4  | JRA  | 1:50.5   | 三浦皇成   | 奥村豊       | （株）ロードホースクラブ           |
| 第68回 | 2021年09月29日 | 1800m | サルサディオーネ   | 牝7  | 大井 | 1:53.5   | 矢野貴之   | 堀千亜樹     | 菅原広隆                           |
| 第69回 | 2022年09月28日 | 1800m | フィールドセンス   | 牡8  | 船橋 | 1:53.0   | 本橋孝太   | 山下貴之     | 前原敏行                           |
| 第70回 | 2023年09月27日 | 1800m | ウシュバテソーロ   | 牡6  | JRA  | 1:51.7   | 川田将雅   | 高木登       | 了徳寺健二ホールディングス（株）   |
| 第71回 | 2024年09月25日 | 1800m | ウィリアムバローズ | 牡6  | JRA  | 1:52.8   | 坂井瑠星   | 上村洋行     | 猪熊広次                           |

- タイム：第1 - 6回 1/5秒表示、第7回- 1/10秒表示
- Rはコースレコードを示す。

### 各回結果の出典
- “日本テレビ盃競走優勝馬”. 南関東4競馬場公式サイト. 2023年9月25日閲覧。